# Temporal de 2005 en Uruguay

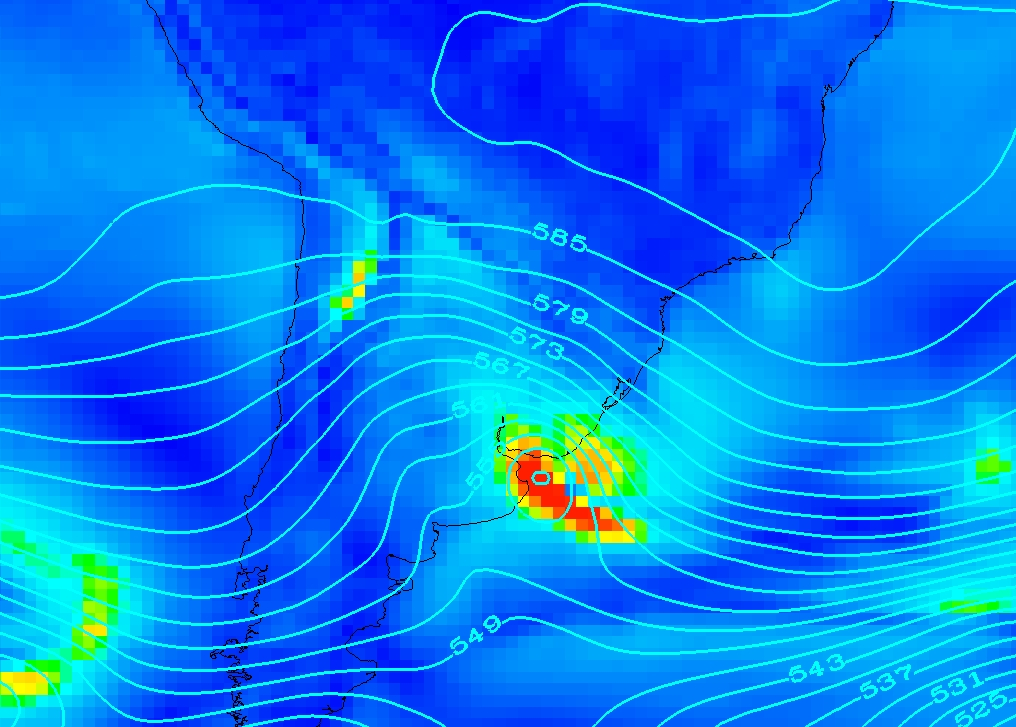
Ráfagas de viento a las 00Z del 24 de agosto de 2005, sobre Uruguay. Este particular sistema meteorológico produjo ráfagas de hasta 200 km/h.

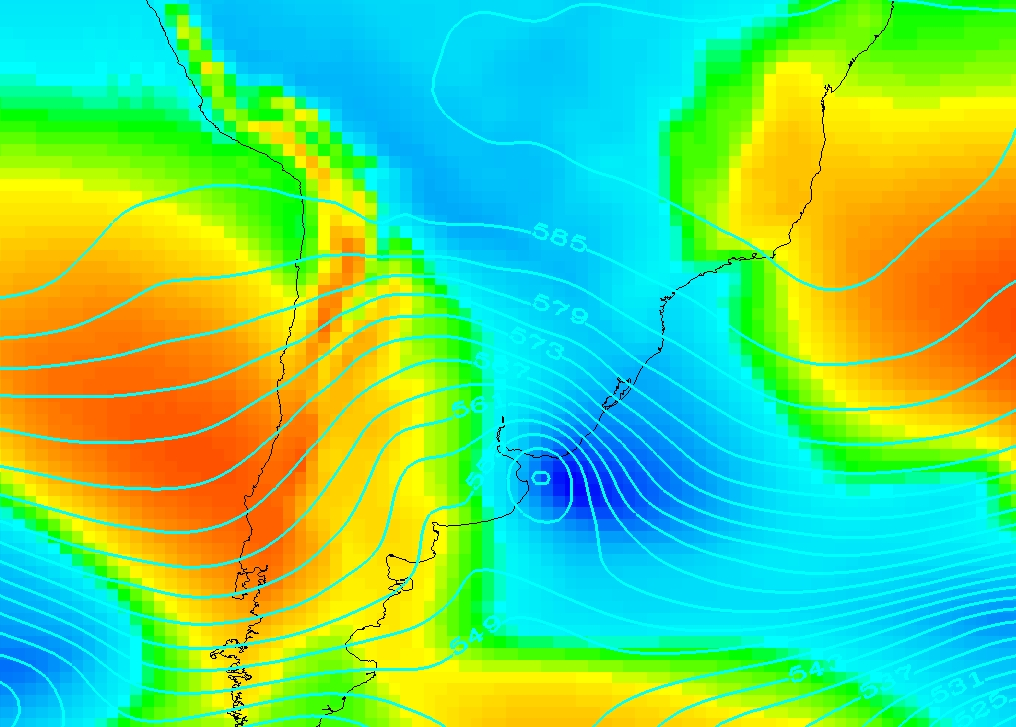
Presión a nivel del mar a las 00Z del 24 de agosto de 2005, sobre Uruguay.

El denominado Temporal de 2005 fue un ciclón extratropical que azotó el sur de Uruguay en la noche del 23 al 24 de agosto.

## Hechos
El temporal se formó en el Río de la Plata, hizo entrada en territorio uruguayo en la zona de Kiyú (departamento de San José) y se desplazó hacia Juanicó (Canelones), donde se disipó.
Los vientos más fuertes alcanzaron una velocidad de 200 km/h. La destrucción fue grave en muchas áreas afectadas.
Fallecieron 10 personas, 2 en el Departamento de Canelones, 3 en Montevideo, 5 en Maldonado. Otras dos personas murieron en Buenos Aires por derrumbes ocasionados de los fuertes vientos.

## Secuelas
Los meteorólogos identificaron a este fenómeno como un ciclón extratropical de rápida profundización  (ciclón bomba) con vientos fuertes de hasta 180 km/h equivalentes a los de un huracán categoría 2.
Entre los daños más destacables se enumeran la caída de las antenas de las emisoras radiales de Montevideo: Emisora del Sol 99.5 y Concierto FM 94.7. La primera, ubicada en el barrio del Cerrito de la Victoria, en su caída debilitó un muro que luego colapsara provocando uno de los accidentes fatales de esa noche. En tanto la antena de FM Concierto se ubicaba en La Blanqueada. En su caída, el pilón de la torre destrozó el techo de una vivienda de dos plantas. Afortunadamente al momento del accidente la familia se encontraba cenando en la planta baja. 
Muchos años después, los uruguayos todavía recuerdan a esta tormenta como la peor que vivieron jamás en su país. La tormenta causó la mayor parte de sus daños graves en Canelones, Montevideo, San José, Colonia y Maldonado. Estos departamentos contienen juntos a alrededor del 70% de la población de todo el país. El restablecimiento de los servicios públicos fue lento debido a la falta de recursos, incluidas motosierras, refugio de emergencia y otros elementos esenciales como colchones, mantas, sábanas, kits de higiene y pañales.